# Margien Rogaar
Margien Rogaar (1977) is een Nederlandse regisseuse, onder andere van de films Jippie No More! en Bouwdorp.
Rogaar is geboren in 1977. Ze groeide op in Wageningen. Ze volgde aan de Nederlandse Filmacademie de opleiding tot regisseur.

## Filmografie
| Jaar      | Titel                | Functie                     |
| --------- | -------------------- | --------------------------- |
| 2023      | Jippie No More!      | Regisseur                   |
| 2023      | Lampje               | Regisseur                   |
| 2020      | Koppensnellers       | Regisseur                   |
| 2016      | Alleen op de wereld  | Regisseur                   |
| 2016      | Eng                  | Regisseur                   |
| 2014      | Bouwdorp             | Regisseur/Scenarioschrijver |
| 2011–2012 | Doctor Cheezy        | Regisseur                   |
| 2011      | Bon voyage           | Regisseur/Scenarioschrijver |
| 2008      | Over vis & revolutie | Regisseur                   |
| 2007      | Zucht                | Regisseur                   |
| 2006      | Maybe Sweden         | Regisseur/Scenarioschrijver |
| 2004      | Matzes               | Regisseur                   |
| 2004      | Au cigogne!          | Regisseur                   |
| 2002      | Meisje jongen ijsje  | Regisseur                   |